# 마우로 벨루지
마우로 벨루지(Mauro Bellugi, 1950년 2월 7일 ~ 2021년 2월 20일)는 이탈리아의 전 축구 선수이다.
1969년 FC 인테르나치오날레 밀라노를 시작으로 1981년까지 프로 축구 선수로 활동하였다.
1972년부터 1979년까지 이탈리아 축구 국가대표팀에서 활동했다. 1978년 FIFA 월드컵에서는 다섯 경기에 출장하였고 팀은 4위를 기록했다.
이탈리아의 코로나19 범유행중인 2020년 11월 코로나19에 감염된 뒤 입원하였고 중증으로 발전하여 혈전증으로 두 다리를 자르는 등의 치료를 받았다. 투병 끝에 2021년 2월 밀라노 니과르다 병원에서 사망하였다.